# Чічо Стоян
Чічо Стоян (при народженні – Стоян Михайлов Попов (болг.); 21 червня 1866, Дивотино, Болгарія – 31 грудня 1939, Софія, Болгарія) – болгарський дитячий поет і театральний діяч, один із великих поетів у болгарській дитячій літературі початку ХХ століття. Серед його найвідоміших віршів – „При мама и при татко“, „Сърдитко“, „Майчина отмяна“. Його вірші включені в численні антології болгарської дитячої поезії. 

## Біографія
Народився в селі Дивотино у 1866 році. У 1885 брав участь у сербсько-болгарській війні і у війнах 1912 – 1918 років. У молодості змінював різні професії, навчався в духовній семінарії, займався самоосвітою. 
У 1892 році Стоян брав участь у театральному колективі „Просвещение“ Константина Сапунова, а з 1893 по 1895 рр. грав у трупі новоствореного театру „Сълза и смях“. У 1895 році одружився з актрисою Рускою Мануїловою, яка отримала сценічне ім'я Роза Попова. Крім театру, Стоян також виступає в кіно, де грає провідну роль Бай Ганьо в однойменному фільмі 1922 року. 
Поетичний творчий шлях Чічо Стояна розпочався у 1894 – 1895 рр. зі збірки соціально-революційної поезії в двох частинах. Він вперше шукає, збирає і обробляє епос для Кралі Марко в 1901 році. У період між 1906 і 1910 рр. під  псевдонімом Чічо Стоян брав участь у редакції газети «Славейче » разом з дитячим письменником Стояном Русевим, більш відомим як Дядо Благо. У 1926 – 1927 видавав дитячу газету „Зведица“, пізніше журнал "Звездица за деца". В них він видавав свої вірші, загадки, приказки у віршах. Його вірші високо оцінили такі автори, як Пенчо Славейков, Константин Велічков, Олександр Теодоров-Балан, Ран Босилек. 
 

На згадку про письменника, в рідному селі Дивотино з 1980 року, відбувається дитячий фольклорний фестиваль "Чічо Стоян". У 2010 році він був проведений у шістнадцяте.  

У ролі Бай Ганьо в 1922 році однойменного фільму
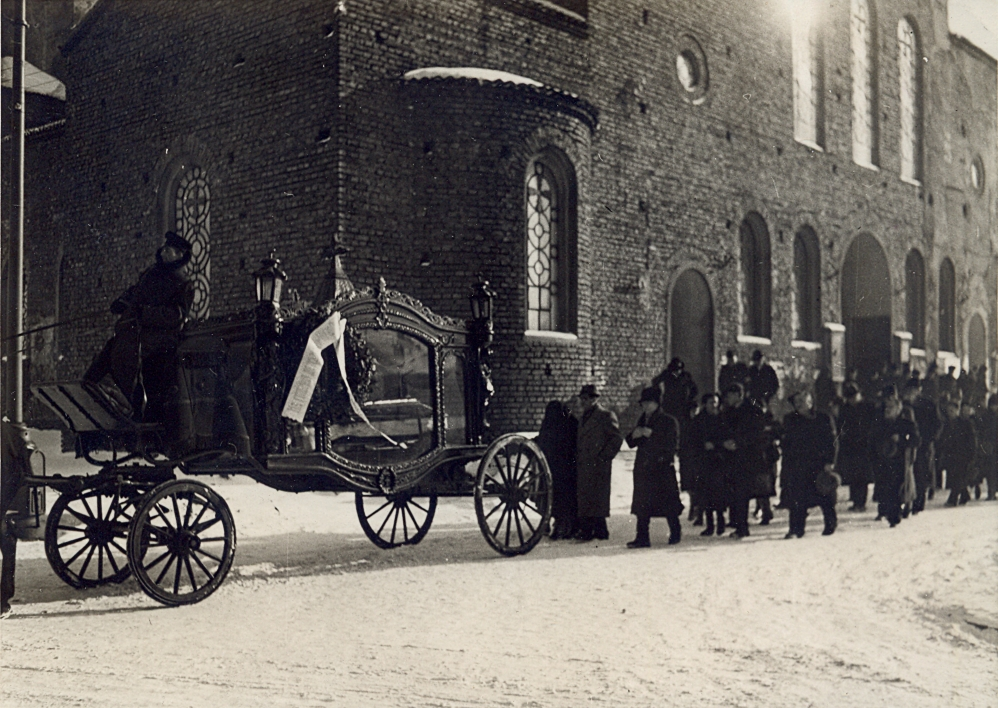
Поховання Чічо Стояна
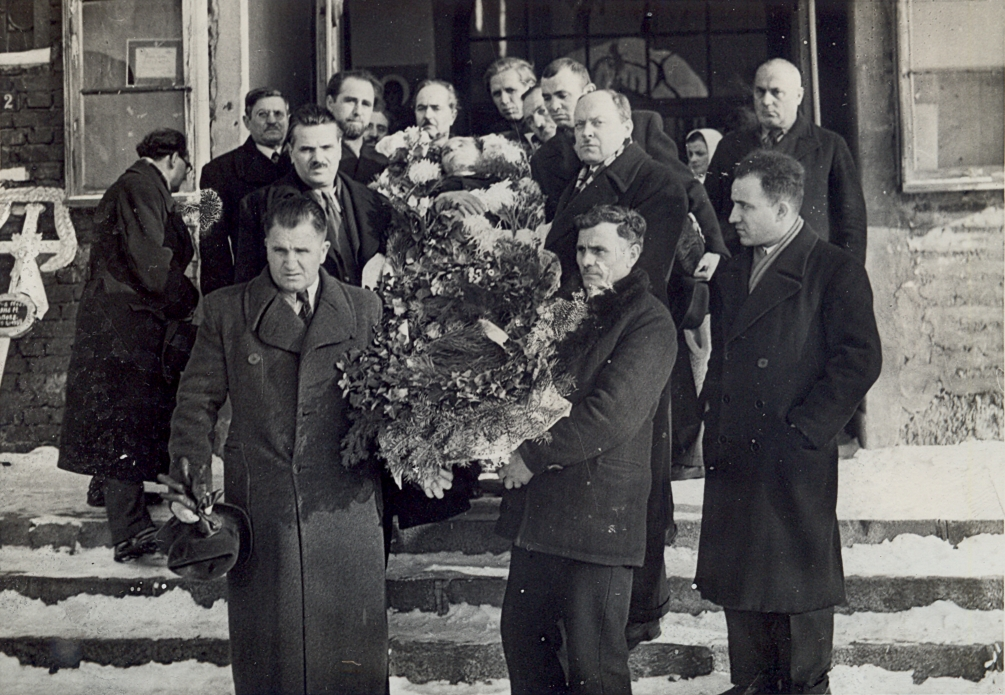
Поховання Чічо Стояна. Серед інших – Вадим Лазаркевич (старший) і Асен Разцвєтніков

## Творчість

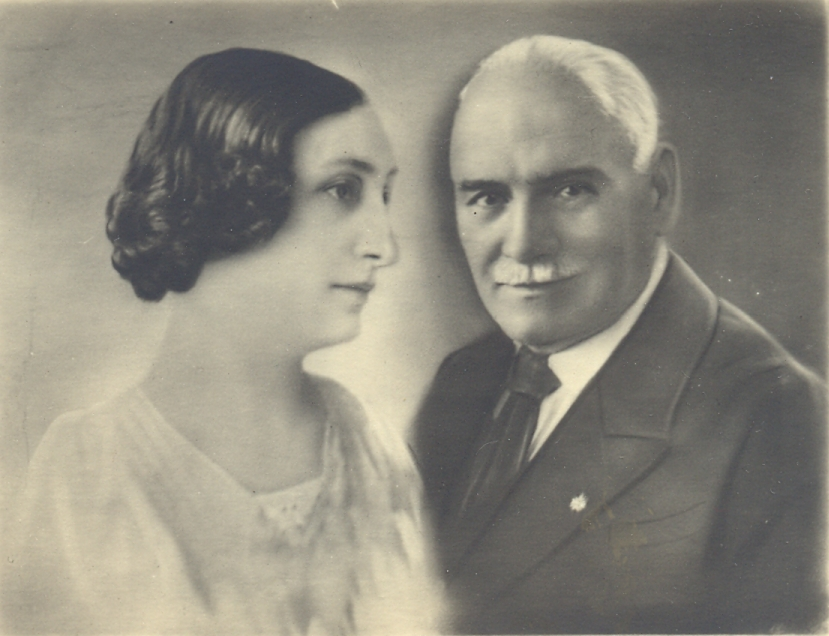
Чічо Стоян з дружиною Розою Поповою

Чічо Стоян є автором наступних збірок поезії, виданих за його життя: 
- 1898 – „Детска китка“,
- 1900 – „Мехурко“,
- 1908 – „Правото и кривото“,
- 1925 – „За малките“,
- 1925 – „Всички непослушни такваз ще ги люшне“,
- 1927 – „Чичова китка“,
- 1929 – „Детелинки“,[3][4]

У деяких випадках автор публікував вірші у двох або більше виданнях (у своїх публікаціях та у поетичних збірках).  Часто вірші зустрічаються у коротких версіях і довгих версіях, розширених одним або двома строфами. 

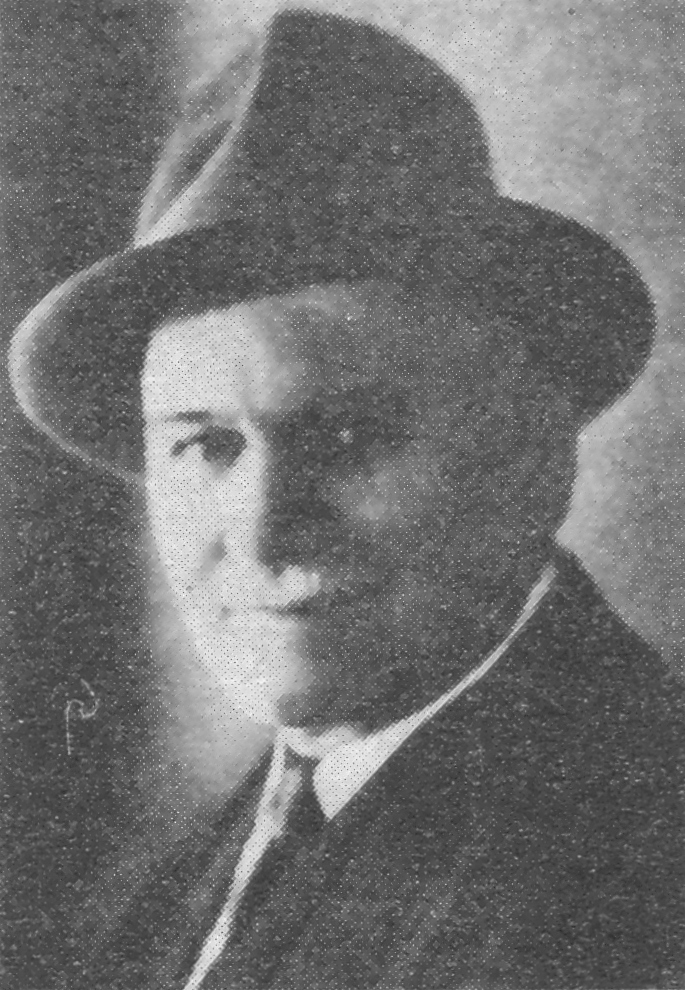
Чічо Стоян

З віршів у цих окремих книгах зібрано багато збірок поезії Чічо Стояна: 
- 1939 – „Залъгалки за дечица малки“,
- 1939 – „Птички“,
- 1941 – „Детска книга“,
- 1949 – „Анка и Писанка“ (съставителство и илюстрации: Александър Божинов),
- 1949 – „Чичова китка“,
- 1965 – „Китка за малките“,[6]
- 1984 – „Щъркел шарен, дългокрак“ (съставителство: Тодор Янчев, илюстрации: Мана Парпулова)
- 1985 – „Сърдитко“ (съставителство: Божанка Константинова, илюстрации: Вадим Лазаркевич)
- „Жалбите на Зайо-Байо“, „Чичов дар“, „Вълшебният чук“.[7]

За життя і після смерті поета його поезія включена в різні антології болгарської дитячої поезії, в тому числі: 
- 1921 – „Златна книга за нашите деца“ (съставителство: Александър Божинов),
- 1984 – „Празничен кръговрат“ (съставителство: Нора Николчина, Маргарита Дойренска, илюстрации: Лилия Спиридонова),
- 1985 – „Часа не губи“ (съставителство: Станка Миленкова, Пенка Пишманова, илюстрации: Лилия Спиридонова),
- 1987 – „Тук слънцето живее“ (съставителство: Славчо Донков, илюстрации: Симеон Спиридонов)
- 2007 – „Празничен календар на българчето“ (съставителство: Надя Петрова, Пламен Абаджиев)

## Фільмографія
Бай Ганьо  – Бай Ганьо (прем'єра 30 жовтня 1922 р.)  